# Władysław Milewski
Władysław Milewski (ur. 24 stycznia 1903 w Grzybowie, zm. 29 maja 1984 w Sopocie) – polski oficer marynarki handlowej i inżynier budowy okrętów.

## Życiorys
Po ukończeniu szkoły średniej pracował w warsztatach mechanicznych w cukrowni. Był absolwentem pierwszego rocznika Wydziału Mechanicznego Szkoły Morskiej w Tczewie. Uzyskał także tytuł inżyniera budownictwa okrętowego na Politechnice Gdańskiej.
W latach 1923–1936 pracował na statkach morskich (m.in. na s/s Lituania i s/s Wilno) na różnych stanowiskach, w tym od 1929 r. – na stanowisku I mechanika. W 1926 r. był technikiem w Elektrowni Warszawskiej. Nadzorował także budowę statków w stoczniach duńskich, a w latach 1934–1935 – budowę m/s Piłsudski we Włoszech.
Był jednym z udziałowców Bałtyckiej Spółki Okrętowej.
W latach 1937–1939 pracował na lądzie, m.in. jako inspektor techniczny w Żegludze Polskiej i Polsko-Brytyjskim Towarzystwie Okrętowym.
W 1939 r. wzięty do niewoli niemieckiej na Oksywiu. Do 1945 r. przebywał w obozach jenieckich. W kwietniu 1945 oswobodzony przez armię brytyjską. Wyjechał do Londynu, gdzie pracował w centrali GAL.
W 1946 r. wrócił do Polski. Zajmował stanowisko głównego inżyniera w GAL, a od 1951 r. – stanowisko głównego mechanika w Centralnym Zarządzie Polskiej Marynarki Handlowej w Gdyni. W latach 1952–1958 zatrudniony jako główny inżynier w Gdańskiej Stoczni Remontowej oraz w Zjednoczeniu Morskich Stoczni Remontowych w Gdańsku.
W latach 1958–1969 był dyrektorem Polskiego Rejestru Statków.
Odznaczony Złotym Krzyżem Zasługi oraz Krzyżem Kawalerskim i Krzyżem Oficerskim Orderu Odrodzenia Polski.
Pochowany na cmentarzu komunalnym w Sopocie (kwatera R3-10-5).

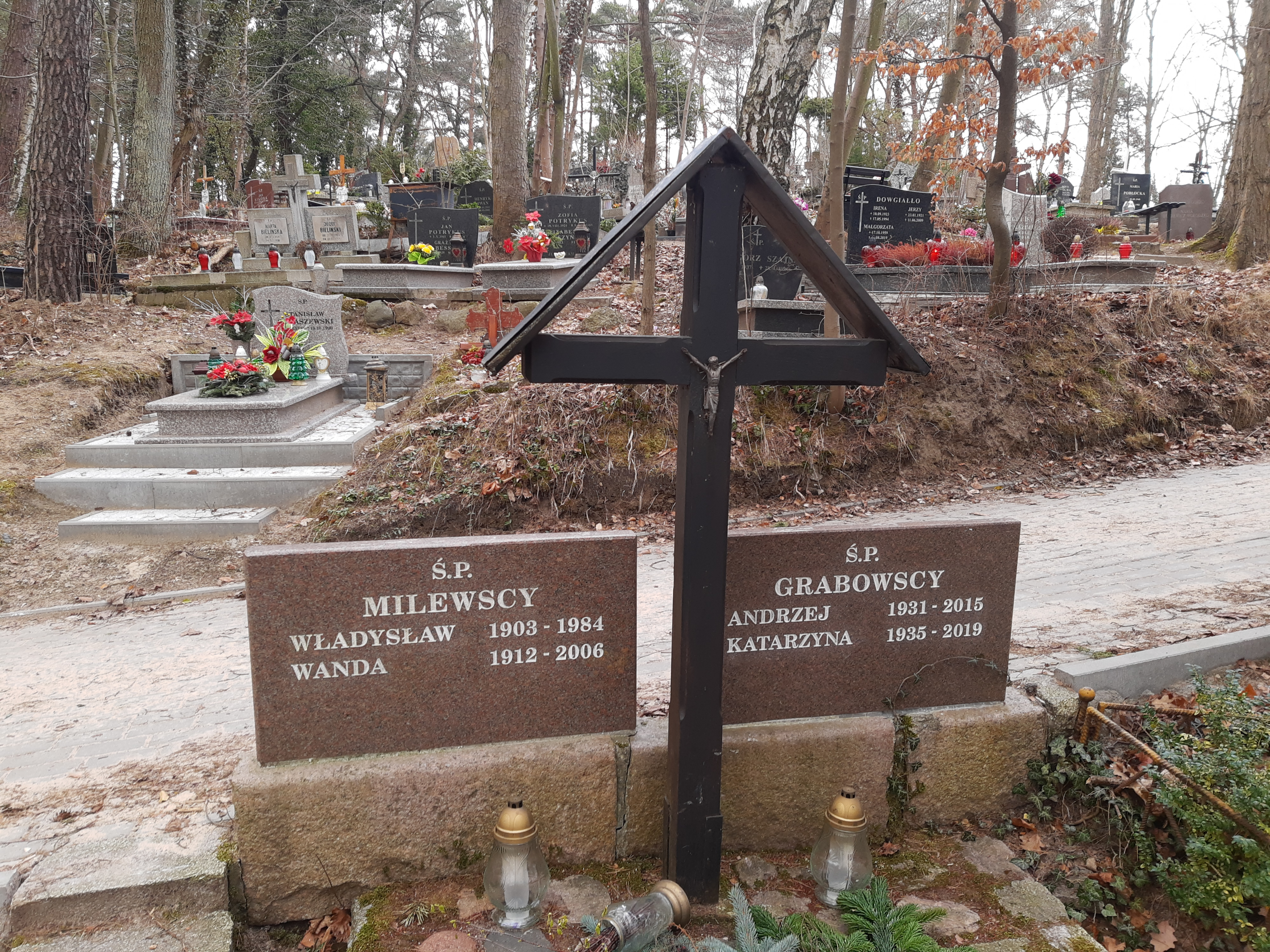
Grób Władysława Milewskiego na cmentarzu komunalnym w Sopocie